# Enrico Gras
Enrico Gras (Genova, 7 marzo 1919 – Roma, 5 marzo 1981) è stato un regista e sceneggiatore italiano.

## Biografia
Enrico Gras era penultimo di sei figli: il padre Stefano era un avvocato appartenente ad una famiglia nobile decaduta, la madre Regina Costa veniva da una famiglia di armatori. Nel 1923 la madre morì, e il padre dovette partire per l'Argentina come dirigente della compagnia della famiglia Costa a Buenos Aires. I ragazzi vennero in breve tempo divisi tra i nonni; dopo qualche tempo trascorso ancora a Genova, Gras andò così a vivere presso la nonna paterna a Milano, dove fece i suoi studi al Collegio San Carlo, nel quale era compagno di studi del fratello di Comencini. Come famiglia erano amici dei Risi e frequentava dei gruppi cinematografici milanesi e la Cineteca Italiana. Successivamente sempre a Milano, finito il liceo si iscrisse alla Facoltà di Ingegneria del Politecnico.
Il suo primo lavoro fu però un brevissimo cortometraggio di animazione intitolato Il Giuseppe (1938) e venne presentato ai Littoriali. Il film andò perso in un'aggressione nei pressi del Pantheon da un gruppo di teppisti che rubarono i loro cappotti con l'unica copia del film. Nel 1938 a Roma, con l'amico Luciano Emmer, Gras fondò una piccola casa di produzione che realizzò vari documentari negli anni della seconda guerra mondiale; questi lavori avevano come oggetto delle opere d'arte, presentate al pubblico con un uso particolare del montaggio e della musica.
Gras venne chiamato al servizio militare e una volta arruolato venne inviato come ufficiale dell'Esercito Italiano a Rodi in Grecia. Il regista venne fatto prigioniero dai tedeschi e deportato nel campo di concentramento di Dachau dove rimase fino al maggio del ‘45 quando fu liberato dalle truppe americane. Al ritorno dalla guerra nell'agosto del '45 scoprì che Emmer era riuscito ad evitare il servizio militare emigrando in Svizzera e che si era prodigato per far conoscere quei loro film. Emmer aveva conosciuto Henri Langlois e nell'immediato dopoguerra si recava spesso a Parigi, dove i loro documentari d'arte suscitarono gli entusiasmi di molti intellettuali.
I due riprendono quindi nel dopoguerra la loro attività documentaristica, e per La leggenda di Sant'Orsola e Romantici a Venezia Jean Cocteau chiese di poter scrivere il testo da accompagnare alle immagini. In questi anni la sorella minore di Gras, Laura, dimostrò interesse per il cinema e per il lavoro del fratello e collabora con lui nella lavorazione di alcuni film tra cui Inquietudine diretto da Vittorio Carpignano. Nel 1947, Gras abbandona Emmer e l'Italia per recarsi in Argentina, dove già si trovano altri familiari. Gras andò in Argentina per occuparsi degli affari paterni e poi lì trovò delle occasioni di lavoro migliori costruendosi una famiglia, ma forse vi fu qualche screzio tra i due, che avevano un carattere profondamente diverso e differenti ambizioni.
Nel 1947 Gras si trasferì quindi in Sudamerica, dove rimase per anni; nel 1950 diresse Pupila al viento, con il testo di Rafael Alberti. All'epoca, Pupila al viento, fu definito come un documental poético e successivamente ne derivò il termine di cinepoema per indicare il genere; Alberti riprese gran parte del testo del libro Poemas de Puntas del Este del '61 sotto il titolo di Pupila al viento. Palabras sincrónicas para un film, de Enrico Gras sobre Punta del Este.
Nel 1952 Gras incontra Mario Craveri che conosceva già precedentemente; il produttore Leonardo Bonzi dopo Magia Verde aveva in programma un altro film e fu per questo incontro che Bonzi e il direttore della fotografia Craveri chiesero a Gras di curare la regia di un nuovo documentario. Gras accettò e diresse al loro fianco Continente perduto del 1954 e tornò quindi a stabilirsi in Italia insieme alla moglie e alla figlia di due anni.
Nel maggio del 1955 il film fu presentato a Cannes, dove venne proiettato nell'ultima serata del festival e si vide attribuire il premio speciale della giuria. Per il regista del film, ne derivò un successo di pubblico internazionale, e se in Italia il film ottenne buoni incassi ma non memorabili, in altre nazioni raggiunse alti risultati di botteghino. Dopo il Continente perduto, furono messi al lavoro dalla Lux per realizzare nel 1956 L’impero del sole completamente girato in Perù, che venne presentato alla Mostra del cinema di Venezia nel 1956 e valse a Craveri il Nastro d’Argento per la miglior fotografia.
Dopo L'impero del sole, Gras inserisce una vicenda convenzionalmente narrativa all'interno di un contesto documentaristico, così nel 1958 realizza Soledad, una coproduzione italo-spagnola della Lux in CinemaScope e Ferraniacolor, dove è affiancato da Craveri e Lavagnino. La vicenda riguarda una la storia d'amore tra due giovani; gli incassi furono molto bassi rispetto ai precedenti.
Nel 1961 I sogni muoiono all'alba, film sui fatti dell'Ungheria realizzato insieme a Indro Montanelli partendo da un lavoro teatrale del giornalista. I motivi del coinvolgimento di Gras in quest'ultima operazione sono complessi: i due dovevano prendere parte ad un film di Montanelli da girarsi interamente in Israele, e che quindi sarebbe rientrato a pieno titolo nei loro interessi. All'ultimo momento, però, Rizzoli rinunciò al progetto e Gras con Craveri vennero dirottati su I sogni muoiono all'alba, che si svolgeva in un albergo di Budapest e aveva come protagonisti i corrispondenti di alcuni giornali italiani.
A complicare le cose intervenne un incidente a Montanelli, che si ruppe una gamba, ed ebbe così ancor più bisogno dell'apporto di Gras per dirigere il film. Il film vince il premio David di Donatello per la miglior attrice a Lea Massari. Con I sogni muoiono all'alba, che ebbe incassi bassi, termina l'attività di Gras nel cinema. Cominciò così a lavorare per la Rai come regista TV e all'inizio degli anni '60 prese a realizzare con la propria società di produzione, fondata insieme a Craveri, reportage da varie parti del mondo. I primi, riguardavano Brasilia e Israele, in quei primi anni realizzò quattro brevi serie di Caroselli per la Lanerossi e la Martini & Rossi, nel 1960-61, ma abbandonò presto il settore che non gli interessava molto.
Da quel momento Gras e Craveri si dedicarono definitivamente con la Telecentauro Films ad un'attività teledocumentaristica. Era il periodo delle grandi inchieste, che di volta in volta lo portavano ad indagare sulle città italiane di provincia e i loro problemi, il mito delle socialdemocrazie nordiche (La società del benessere), i Paesi Bassi (la conquista della Terra), il Brasile, il Regno Unito, e poi la scuola nei vari paesi del mondo.
Negli anni '70 la Rai iniziò a non affidare più le sue inchieste ad esterni, del resto sempre più ridotte e meno ambiziose. Gras e Craveri iniziarono così una lunga attività con Giulio Macchi su di un settore più strettamente scientifico, la trasmissione era Orizzonti della scienza e della tecnica, limitandosi per il resto a fornire supporti per programmi altrui. L'occasione per tornare ad occuparsi di reportage giunse a Gras nel 1980, quando iniziò a lavorare ad un programma a più puntate sulla morte (Il grande tabù): proprio durante la lavorazione, però fu colto da un infarto, e morì a Roma il 5 marzo 1981, prima di poter portare a termine l'inchiesta.

## Filmografia

### Sceneggiatura
- Inquietudine, di Vittorio Carpignano (1946)

### Co-regista
Lungometraggi
- Continente perduto, di Enrico Gras, Leonardo Bonzi, Giorgio Moser (1954)
- L'impero del sole di Enrico Gras e Mario Craveri (1955)
- Soledad, di Enrico Gras e Mario Craveri (1958)
- I sogni muoiono all'alba, di Indro Montanelli, Enrico Gras e Mario Craveri (1961)

### Regista
Cortometraggi
- Il Giuseppe (1938) [perduto]
- Pupila al viento (1950)
- Turay, enigma de las llanuras (1950)
- José Artigas, Protector de los Pueblos Libres (1951)
- Macchu Picchu (1953)
- Castilla, soldado de la ley (1953)
- El solitario de Sayan (1954)
- 1948-1954 [film che risulta abbia realizzato in America Latina, ma di cui non sia hanno notizie precise]
  - Don Segundo Sombra
  - La ciudad frente al río
  - Aventura de los siglos
  - Biblioteca Nacional
  - Plaza de Majo
  - Punta del Este

### Televisione
- Città di domani: a proposito di Brasilia, di Enrico Gras e Mario Craveri (1961)
- Le nuove città del mondo: Israele città del deserto, di Enrico Gras, Mario Craveri (1961)
- 1962: anno del concilio, di Enrico Gras, Mario Craveri (1962)
- La scienza in Israele, di Enrico Gras, Mario Craveri (1962)
- Strade e città d'Italia, di Enrico Gras, Mario Craveri (1963)
- Raiomondo Fianchetti esploratore della Dancalia, di Enrico Gras, Mario Craveri (1963)
- Fantascienza di ieri: XX secolo, di Enrico Gras e Mario Craveri (1963)
- Cronache del XX secolo: la via dei diamanti, di Enrico Gras e Mario Craveri (1963)
- La società del benessere, di Enrico Gras, Mario Craveri (1964)
- La conquista della Terra, di Enrico Gras, Mario Craveri (1965)
- Rio 400 anni, di Enrico Gras, Mario Craveri (1965)
- Pianeta Brasile, di Enrico Gras, Mario Craveri (1965)
- Al di là della Manica, di Enrico Gras, Mario Craveri (1966)
- Ritratti di città, di Enrico Gras, Mario Craveri (1967)
- La scuola degli altri, di Enrico Gras, Mario Craveri (1969)
- I pensieri dell'occhio, di Enrico Gras, Mario Craveri (1978)
- Orizzonti della scienza e della tecnica (1978 - 1980)
- Il grande tabù (1980 - 1981) (non terminato)

## Riconoscimenti
- Presentazione di Pupila al viento al Festival di Venezia (1950)
- Presentazione di José Artigas, protector de los pueblos libres al Festival di Venezia (1951)
- Menzione della giuria per il gruppo dei film biografici e storici di José Artígas, protector de los pueblos libres al Festival di Venezia (1951)
- Placca di bronzo per Il Paradiso Perduto al Festival internazionale del cinema di Berlino (1951)
- Presentazione di Turay, enigma de las llanuras al Festival di Cannes (1951)
- Presentazione di Macchu Picchu al Festival di Cannes (1953)
- Presentazione di Castilla, soldato de la Ley al Festival di Cannes (1953)
- Placca d'argento per Continente perduto al Festival internazionale del cinema di Berlino (1954)
- Presentazione di El soldato de Sayan al Festival di Cannes (1954)
- Premio della giuria per Continente perduto al Festival di Cannes (1955)
- Candidatura alla Palma d'Oro per Continente perduto al Festival di Cannes (1955)
- Premio della Giuria per Continente perduto al Nastro d'argento (1955)
- Nastro d'argento alla migliore colonna sonora per Continente perduto (1955)
- Nastro d'argento alla migliore fotografia per L'impero del sole (1956)
- David di Donatello per il miglior produttore per L'impero del sole (1957)
- David speciale a Lea Massari per I sogni muoiono all'alba" (1962)
- Premio Chianciano della critica radiotelevisiva (1976)